# Anopheles vestitipennis
Anopheles vestitipennis es una especie de mosquito del género Anopheles, de la familia Culicidae, orden Diptera. Fue descrita por Dyar & Knab en 1906.
Se distribuye por América: México, Honduras, Nicaragua, Puerto Rico, Belice, Cuba, Costa Rica y Guatemala. Anopheles vestitipennis es vector de la malaria.